# Stevns (općina)
Stevns je općina u danskoj regiji Zeland.

## Zemljopis
Općina se nalazi u jugoistočnom dijelu otoka Zelanda, prositire se na 250,19 km2.

## Stanovništvo
Prema podacima o broju stanovnika iz 2010. godine općina je imala 21.931 stanovnika, dok je prosječna gustoća naseljenosti 87,66 stan/km2. Središte općine je grad Store Heddinge.

### Veća naselja
| Veća naselja u općini |                |                    |
| Br.                   | Naselje        | Stanovnika (2010.) |
| 1                     | Strøby Egede   | 3.822              |
| 2                     | Store Heddinge | 3.488              |
| 3                     | Hårlev         | 2.529              |
| 4                     | Rødvig         | 1.621              |
| 5                     | Valløby        | 740                |
| 6                     | Strøby         | 696                |
| 7                     | Hellested      | 597                |
| 8                     | Klippinge      | 507                |
| 9                     | Lyderslev      | 338                |
| 10                    | Magleby        | 323                |

## Vanjske poveznice
- Službena stranica općine